# Phylica staavioides
Phylica staavioides är en brakvedsväxtart som beskrevs av Neville Stuart Pillans. Phylica staavioides ingår i släktet Phylica och familjen brakvedsväxter. Inga underarter finns listade i Catalogue of Life.